# Heptos

Strukturformel för sedoheptulos

En heptos är en monosackarid med sju kolatomer i antingen en ogrenad eller en grenad kedja. Samtliga heptoser har molekylformeln C7H14O7.
Heptoser organiseras i två olika grupper, aldoheptoser och ketoheptoser. Aldoheptoser har en aldehydgrupp i position 1, ketoheptoser har en ketongrupp i position 2.

## Aldoheptoser

Glukoheptos
Mannoheptos

## Ketoheptoser

Sedoheptulos
Mannoheptulos
Taloheptulos
Alloheptulos